# International Reference Ionosphere
International Reference Ionosphere, abgekürzt IRI, ist seit 1968/69 ein gemeinsames wissenschaftliches Projekt der International Union of Radio Science (URSI) und des Committee on Space Research (COSPAR).
IRI wurde 1999 zum internationalen Standard für die Ionosphäre erklärt. Gründer und erster Vorsitzender war Karl Rawer, der als Richtlinie festlegte, dass IRI sich  auf durch Messung  erhaltene, nachprüfbare Daten stützen müsse. Voneinander abweichende Resultate unterschiedlicher Messmethoden (im Raum und vom Boden aus) seien einer kritischen Prüfung zu unterziehen.

## Geschichte
In jährlichen Treffen bei COSPAR- oder URSI-Tagungen wuchs bis 1977 eine internationale Arbeitsgruppe heran. Aus  den von ihr gesammelten Daten entstand 1978 ein erster, vorläufiger Satz von Höhenprofilen weniger Parameter. Eine umfangreichere Ausgabe folgte 1979. Bald darauf erschienen Computerprogramme in Fortran und ALGOL. Der IRI-Code 1986 wurde auf Floppy ausgegeben. Ab 1995 gibt es statt anderer Medien einen Web.Code, der laufend weiterentwickelt wird, s.Weblink. Die IRI ist seit 1999 internationaler Standard für die irdische Ionosphäre.